# Ford Reflex
 (novembre 2017).
Si vous disposez d'ouvrages ou d'articles de référence ou si vous connaissez des sites web de qualité traitant du thème abordé ici, merci de compléter l'article en donnant les références utiles à sa vérifiabilité et en les liant à la section « Notes et références ».
La Ford Reflex (ou REFL3X, comme indiqué sur la plaque signalétique du véhicule) est un concept-car présenté en 2006 au North American International Auto Show qui, selon Ford, "prouve que les petites voitures peuvent être audacieuses et américaines". Le toit possède une vitrine technologique, qui comprend un panneau solaire alimentant les phares, les réglages de sièges, une "baby cam" avec un écran monté sur le tableau de bord, un airbag arrière situé derrière les ceintures de sécurité et un intérieur avec un sol en caoutchouc. Elle dispose d'un moteur diesel-électrique hybride fonctionnant avec la nouvelle génération de batteries lithium-ion, jusqu'à 104,6 kilomètres d'autonomie en tout électrique, et peut accélérer de 0 à 100 km/h en 7 secondes.
Le concept dispose d'un moteur électrique sur l'essieu arrière, en plus de son système de propulsion hybride sur l'essieu avant. Le moteur arrière fournit son énergie à toutes les roues. L'énergie des moteurs électriques est stockée dans une nouvelle génération de batteries au lithium-ion, soit la même technologie des téléphones cellulaires. Ford a été le premier fabricant à produire un véhicule électrique utilisant cette technologie. Les panneaux solaires rechargent également les batteries des moteurs électriques.
Le Reflex dispose de 3 places, dont une place centrale arrière "Ford Réflexe est une petite voiture qui ne se sentent pas petit", dit Freeman Thomas, directeur de Ford en Amérique du Nord à la Conception Stratégique. "C'est une magnifique voiture de sport qui offre des performances avec un moteur hybride."